# Les Baldwin
 (indiquez la date de pose grâce au paramètre date).
Les Baldwin est un roman québécois paru en 2004 écrit par Serge Lamothe, publié aux éditions L'Instant même.

## Synopsis
Dans ce roman, l'auteur évoque un univers Post-apocalyptique (dans la mouvance d'un courant post-humaniste ou post-historique). Une poignée de survivants errent sur une terre dévastée par une succession de catastrophes d'origine naturelle ou qui sont la conséquence de l'activité humaine. L'épopée des Baldwin est restituée par les récitantes, gardiennes de la mémoire collective. Ces récits sont à leur tour analysés par les baldwinologues, des chercheurs enthousiastes ou sceptiques qui se demandent si les Baldwin ont réellement existé ou s'il ne s'agit pas plutôt d'un mythe.

## Style
Les Baldwin est un roman par nouvelles. Chaque chapitre du livre porte sur la destinée d'un membre de la famille Baldwin.

## Traduction
- The Baldwins, Talonbooks, Vancouver, traduit par David Homel et Fred A. Reed, 2006  (ISBN 978-0-88922-544-2)[3].

## Sources
- Journal Voir, Montréal - critique de Stéphane Despatie, « Style libre »
- Salon double par Bertrand Gervais, « Quand savons-nous que c'est terminé? »
- (en-CA) Canadian Literature, « The Baldwins by Serge Lamothe; Sleeping on the Moon by Sylvia Adams; Moving Day by Terence Young; | Book reviews | Canadian Literature », Canlit.ca, 8 décembre 2011 (consulté le 11 mars 2012)
- « Intercâmbio : Revue d’Études Françaises (II série, vol. 5, 2012 - volume integral) Dir. José Domingues de Almeida » Emploi absurde et identité abstraite dans "Les Baldwin" de Serge Lamothe", par Marie-Pierre Boucher, p. 77-91.
- Jean-François Chassay, « Le génome est un champ de ruines », Observatoire de l'imaginaire contemporain.
- Deschênes-Pradet, Maude. Habiter l’imaginaire: Pour une géocritique des lieux inventés, chapitre 4: Figures spatiales de la fin du monde dans Les Baldwin de Serge Lamothe,  Montréal, Lévesque éditeur, coll., 2019.